# Benji Madden
Benji Madden, właśc. Benjamin Levi Combs (ur. 11 marca 1979 w Waldorf w stanie Maryland) – amerykański gitarzysta i wokalista zespołu Good Charlotte, który współtworzy ze swoim bratem bliźniakiem Joelem.

## Życiorys
Urodził się w Waldorf w stanie Maryland z bratem bliźniakiem Joelem jako syn Robin Madden i Rogera Combsa. Wychowywał się ze starszym bratem Joshuą i młodszą siostrą Sarah. Gdy miał 16 lat, jego rodzinę opuścił ojciec. W wieku 15 lat zamieszkał z bratem u ciotki z powodu złych warunków materialnych. Ukończył La Plata High School in La Plata w La Plata w Maryland.
W 1996 wspólnie z Joelem stworzył zespół Good Charlotte. Pełni funkcję gitarzysty.
5 stycznia 2015 ożenił się z Cameron Diaz. Mają córkę Raddix (ur. 30 grudnia 2019).

## Występy gościnne
| Rok  | Utwór                      | Wykonawca         | Album            |
| ---- | -------------------------- | ----------------- | ---------------- |
| 2009 | „10 Miles Wide”            | Escape the Fate   | This War Is Ours |
| 2009 | „Apollo (Live On Your TV)” | Apoptygma Berzerk | Rocket Science   |
| 2007 | „Tightly Wound”            | MxPx              | Secret Weapon    |
| 2007 | „Sex Without Love”         | Ben Lee           | Ripe             |
| 2004 | „Are You Ready?”           | Hazen Street      | Hazen Street     |
| 2004 | „All That”                 | Hazen Street      | Hazen Street     |
| 2003 | „Jaded (These Years)”      | Mest              | Mest             |
| 2002 | „January”                  | Goldfinger        | Open Your Eyes   |